# IV Giochi dei piccoli stati d'Europa
I IV Giochi dei piccoli stati d'Europa si svolsero ad Andorra dal 21 al 25 maggio 1991.

## Storia
L'Islanda ritornò al primo posto nel medagliere, dominando ancora una volta le competizioni di judo e nuoto. Il Lussemburgo fu la vera rivelazione: raddoppiò il numero di medaglie d'oro rispetto all'ultima edizione (da 12 a 23) e si affermò come "terza forza" fra islandesi e ciprioti.

## I Giochi

### Paesi partecipanti
- Andorra
- Cipro
- Islanda
- Liechtenstein
- Lussemburgo
- Malta
- Monaco
- San Marino

### Sport
I Giochi coinvolsero discipline sportive nei seguenti 8 sport:
- Atletica leggera
- Ciclismo
- Judo
- Nuoto
- Pallacanestro
- Pallavolo
- Tennis
- Tiro